# جون براون (سياسي بريطاني)
جون براون (بالإنجليزية: John Browne)‏ هو سياسي بريطاني، ولد في 17 أكتوبر 1938. حزبياً، نشط في حزب المحافظين وحزب استقلال المملكة المتحدة. في الانتخابات العامة للمملكة المتحدة 1979 ‏، انتخب عضو البرلمان الثامن والأربعون للمملكة المتحدة عن دائرة وينتشستر خلال فترته النيابية ‏ (3 مايو 1979 – 13 مايو 1983) وفي الانتخابات العمومية للمملكة المتحدة 1983 ‏، انتخب عضو البرلمان التاسع والأربعون للمملكة المتحدة عن دائرة وينتشستر خلال فترته النيابية ‏ (9 يونيو 1983 – 18 مايو 1987) وفي الانتخابات العمومية للمملكة المتحدة 1987 ‏، انتخب عضو البرلمان الخمسون للمملكة المتحدة عن دائرة وينتشستر خلال فترته النيابية ‏ (11 يونيو 1987 – 16 مارس 1992).

## وصلات خارجية
- الموقع الرسمي